# Evelyne Binsack
Evelyne Binsack, née le 17 mai 1967 à Hergiswil (Nidwald), est une alpiniste, pilote d'hélicoptère suisse.

## Biographie
Entre 1987 et 2000, elle réussit plusieurs ascensions dans les Alpes, dont le Mont Blanc, et l'Eiger dont elle gravit la face Nord au cours d'une expédition retransmise en direct à la télévision. Elle est également la première Suissesse à avoir atteint le sommet de l'Everest le 23 mai 2001 dans l'expédition menée par Russell Brice (en)
Le 28 décembre 2007, elle atteint le pôle Sud, terminus d'une expédition baptisée Expédition Antarctica qui débute le 1er septembre 2006 en Suisse au col du Grimsel et au cours de laquelle elle parcourt 27 000 kilomètres parcourus à vélo, à pied, en traineau et à ski.